# FabricLive.26
FabricLive.26 – album zawierający didżejski mix brytyjskiego zespołu The Herbaliser, wydany 13 lutego 2006 roku w Wielkiej Brytanii w formacie CD nakładem wytwórni Fabric jako część jej serii FabricLive.

## Album

### Historia i muzyka
DJ mix FabricLive.26 jest odejściem od tradycyjnej muzyki tanecznej na rzecz hip-hopu. Jake Wherry i Ollie Teeba zawarli na płycie rozmaite odmiany tego gatunku, mieszając klasykę z nowoczesnością i wzbogacając całość utworami funkowymi. Jak stwierdzili w jednym z wywiadów:„ Ten miks Fabric jest czymś, co można by puścić na imprezie i taka jest natura serii Fabric CD. Nie chcieliśmy tworzyć chilloutowej płyty, to jest prawdziwy imprezowy miks”. Muzycy zaprezentowali utwory zróżnicowane stylowo: „Dogz N Sledgez” Million Dan stanowi przykład undergroundowego utworu z rapem nasyconym reggae. Klasykę reprezentują „It's Great to Be Here” Jackson 5, „Talking Loud and Sayin’ Nothing” Jamesa Browna oraz miks Coldcut „Seven Minutes of Madness” w „Paid In Full” Erica B. i Rakima, zas mieszankę house’u i hip-hopu - „Newsflash” Diplo i „Booty La La” zespołu The Attic.

### Lista utworów
Lista według Discogs:
| Nr  | Tytuł utworu                                                  | Oryginalny wykonawca                                              | Długość |
| --- | ------------------------------------------------------------- | ----------------------------------------------------------------- | ------- |
| 1.  | „Dogz n Sledgez”                                              | Million Dan                                                       | 3:33    |
| 2.  | „Southern Lady”                                               | J-Sands Of The Lone Catalysts                                     | 3:15    |
| 3.  | „Ghostwriter Ground Zero (Acapella)”                          | RJD2 Dynamic Syncopation Ft. Mass Influence                       | 3:38    |
| 4.  | „Alphabet Man”                                                | Blufoot Ft. Yungun                                                | 1:17    |
| 5.  | „I Got an Attitude”                                           | Hurby's Machine Ft. Antoinette                                    | 2:11    |
| 6.  | „Surprize”                                                    | Harry Love Ft. Verb. T, Yungun, Mystro                            | 3:00    |
| 7.  | „None Other 3 Feet Deep (Instrumental)”                       | The Herbaliser Ft. Cappo DJ Format Ft. Abdominal & D-Sisive       | 2:55    |
| 8.  | „Talkin' Loud and Sayin' Nothing”                             | James Brown                                                       | 1:43    |
| 9.  | „Welly Wanging”                                               | Lefties Soul Connection                                           | 1:44    |
| 10. | „Play this (One)”                                             | J Rocc                                                            | 1:32    |
| 11. | „Paid In Full (Seven Minutes Of Madness – The Coldcut Remix)” | Eric B. & Rakim                                                   | 3:05    |
| 12. | „Glimity Glamity”                                             | Demon Boyz                                                        | 4:49    |
| 13. | „I.D.S.T.”                                                    | Cappo                                                             | 2:47    |
| 14. | „Spin it Round”                                               | The Nextmen Ft. Dynamite MC                                       | 3:34    |
| 15. | „It's Great to be Here”                                       | The Jackson 5                                                     | 2:19    |
| 16. | „Family Rap”                                                  | Breakestra Ft. Chali 2na, Soup, Double K, Wolf & Munyungo Jackson | 4:50    |
| 17. | „It Takes a Seven Nation Army to Hold Us Back”                | Apathy Ft. Emilio Lopez                                           | 2:47    |
| 18. | „Gadget Funk”                                                 | The Herbaliser                                                    | 3:53    |
| 19. | „Mr Matatwe (Keep It Up)”                                     | Flying Fish                                                       | 2:23    |
| 20. | „Keeping it Real?”                                            | Hero No.7                                                         | 1:10    |
| 21. | „Boom!”                                                       | The Roots                                                         | 2:21    |
| 22. | „Just Give the DJ a Break (12 Club Version)”                  | Dynamix 2                                                         | 2:31    |
| 23. | „Newsflash”                                                   | Diplo Ft. Sandra Melody                                           | 2:48    |
| 24. | „Booty La La”                                                 | Bugz in the Attic                                                 | 6:08    |
|     |                                                               |                                                                   | 1:10:13 |

### Personel
Lista według Discogs:
- The Herbaliser – DJ Mix

## Odbiór

### Opinie krytyków
| Oceny łączne      | Oceny łączne |
| Publikacja        | Ocena        |
| ----------------- | ------------ |
| Album of the Year | 80/100       |
| Recenzje          |              |
| Publikacja        | Ocena        |
| AllMusic          | [ 5 ]        |
| PopMatters        | 7/10         |
| Tiny Mix Tapes    | [ 6 ]        |

Album otrzymał średnią ocenę 80 na 100 na podstawie 3 recenzji krytycznych w zestawieniu Album of the Year.
John Bush z AllMusic jest zdania, że FabricLive.26 „to prosta hip-hopowa mieszanka dla wszystkich praktycznych celów, z tylko kilkoma wybranymi funkowymi samorodkami umieszczonymi strategicznie tam, gdzie potrzeba. A jeśli chodzi o energię, nie ma on sobie równych wśród ostatnich wydawnictw hip-hopowych” – puentuje dając albumowi cztery i pół gwiazdki (z pięciu).
Alan Ranta z magazynu Tiny Mix Tapes uważa, że „Ollie [Teeba] wyraźnie postawił sobie za cel uczynienie 26-ki prawdziwym imprezowym miksem”. Podsumowując swoją recenzję stwierdził, iż „jest to nie tylko jedna z najlepszych płyt Fabric, jakie kiedykolwiek wyprodukowano, ale także jeden z najlepszych miksów hip-hopowych, jaki kiedykolwiek miałem zaszczyt usłyszeć.
Tim O'Neil z magazynu PopMatters jest przekonany, ze „Fabriclive.26 oferuje słuchaczowi właściwie wszystko, czego może chcieć od hiphopowej mieszanki” a „Herbaliser wraz z Fabriclive.26 dołożył wszelkich starań, aby pokazać, jak elastyczny i plastyczny jest w rzeczywistości hip-hop”.

To nieodparty, uzależniający i zaraźliwy miks, łączący przeszłość, teraźniejszość i przyszłość bujających ciałem, parkietowych dźwięków.

### Listy tygodniowe
| Kraj    | Lista | Pozycja |
| ------- | ----- | ------- |
| Francja | SNEP  | 132     |